# Barra de herramientas Conduit
La barra de herramientas Conduit era una plataforma en línea que permitía a los editores web crear barras de herramientas personalizadas, aplicaciones web y aplicaciones para móviles sin costo alguno. Fue desarrollada por Conduit Inc. pero se fusionó con Perion Network. Conduit contaba con aproximadamente 260.000 editores registrados que, en conjunto, han creado contenido descargado por más de 250 millones de usuarios finales. Las aplicaciones web y los contenidos desarrollados a través de la plataforma de Conduit pueden distribuirse e intercambiarse en línea a través del Conduit App Marketplace. Actualmente, 60 millones de usuarios consumen diariamente aplicaciones del mercado.
Las barras de herramientas de Conduit han sido descritas en los foros en línea y en los medios de comunicación como malware y son difíciles de eliminar. Tiene capacidades de secuestro del navegador (hijacking) y de rootkit Fue desarrollada para Conduit Inc., pero se fusionó con Perion Network. Conduit comenzó a alejarse de esta parte de su negocio a finales de 2013, cuando se desprendió de su división de barras de herramientas, lanzándola a Perion Network a través de una fusión inversa. Después del acuerdo, los accionistas de Conduit seguían siendo propietarios del 81% de las acciones existentes de Perion, aunque tanto Perion como Conduit siguen siendo empresas independientes.

## Historia
En 2010, el entonces presidente de Conduit, Adam Boyden, apareció en la revista Forbes en línea, en la que habló de la relación entre los juegos sociales de éxito y los principios de mercática (marketing). En 2010 había más de 100 millones de barras de herramientas impulsadas por Conduit, que se utilizaban al menos una vez al mes, lo que situó a Conduit en el número 29 de la lista de Google de los 1.000 sitios más importantes de Internet de ese año. En mayo de 2011, Conduit completó la adquisición por 45 millones de dólares de la empresa de arranque israelí Wibiya, una plataforma de compromiso que permite a los editores integrar una variedad de aplicaciones web en su sitio a través del producto Wibiya Bar.
Durante este tiempo, Conduit se alejó de la parte de su negocio dedicado a la barra de herramientas, para concentrarse en sus ofertas de compromiso con el móvil y el navegador. Ingrid Lunden de TechCrunch, escribió que al separar el negocio de Client Connect, "la división separó a la compañía en dos, con una parte centrada en su negocio móvil y de compromiso y dirigida por Shilo, y la otra, Client Connect, fusionándose con Perion". Lunden dijo además que, "menos de un mes después de que la barra de herramientas del navegador y la empresa de arranque de Conduit móvil fusionaran su división Client Connect con Perion, la empresa está haciendo otro cambio en su negocio. Conduit ha anunciado que suspenderá Wibiya, el servicio de barra de herramientas para navegadores sociales que adquirió en 2011 por 45 millones de dólares, ya que se aleja aún más de su negocio de barras de herramientas".  A finales de 2013, Conduit estaba valorada en 1.500 millones de dólares, todo ello sin perjuicio de las quejas y reclamaciones de los usuarios por la falta de regulación y la desprotección que representa en seguridad informática la barra de tareas.

## Tecnología

### Navegador
Hasta 2013, uno de los principales negocios de Conduit giraba en torno a las barras de herramientas descargables. Conduit permitía a los editores crear y distribuir sus propias barras de herramientas para los navegadores web. Normalmente las barras de herramientas se instalaban con otro producto de software. En el que la barra de herramientas es un programa de encaje, y los usuarios tenían la opción de no instalar la barra de herramientas. Los navegadores que inicialmente soportaban las barras de herramientas incluían Internet Explorer, Firefox y Safari. Google Chrome se añadió como navegador compatible en 2011.
Algunos ejemplos de barras de herramientas, han incluido una barra de herramientas diseñada por Zynga, que ayuda a los entusiastas de Farmville a mantenerse al día con el estado de su juego; otra es una barra de herramientas de eBay, que proporciona actualizaciones de las subastas. El contenido se personaliza hacia la barra de herramientas individual, en lugar de generalizarse para todos los usuarios. La barra de herramientas también puede utilizarse para la distribución de información general, que ha sido utilizada por las empresas para realizar campañas de comercialización. Otras empresas que han desarrollado barras de herramientas de Conduit son Major League Baseball, Greenpeace y Lufthansa. Algunas de las empresas y marcas que han utilizado la plataforma de Conduit son Major League Baseball, Time Warner Cable, Fox News, Zynga, Chelsea Football Club, Groupon, Travelocity, μTorrent, y The Weather Channel. . .Las barras de herramientas han sido descritas en los foros en línea y en los medios de comunicación como un secuestro del navegador y que son difíciles de eliminar.  Se dice que la mayoría de los ingresos de Conduit provienen de referencias pagadas de su motor de búsqueda.
Las barras de herramientas de Conduit se descargan automáticamente junto con ciertos programas informáticos gratuitos para proporcionar a su editor una monetización. Las barras de herramientas Conduit tienen capacidades de rootkit, que enganchan la barra de herramientas profundamente en los sistemas operativos y pueden realizar secuestros de navegadores. Muchas herramientas de eliminación de Conduit también se consideran malvare en sí mismas. Aunque no es un virus, algunas personas en la industria informática se refieren al programa como un "programa potencialmente no deseado".